# Eber Finn
Éber Finn (ou Éibhear Fionn), filho de Míle Espáine, foi, segundo a lenda medieval irlandesa e a tradição histórica, o Grande Rei da Irlanda e um dos fundadores da linhagem Milesiana, através das quais os genealogistas medievais rastrearam todas o importante linhagens gaélicas reais.

## Mito
De acordo com o Lebor Gabála Érenn, os ancestrais dos gaélicos viviam na Península Ibérica, governado por dois dos filhos de Míle, Éber Donn e Érimón. Ao fazer uma viagem a Irlanda, Ith, tio de Míle, foi assassinado por seus três reis, Mac Cuill, Mac Cecht e Mac Gréine do Tuatha Dé Danann, os sete filhos de Míle lideraram uma invasão com trinta e seis navios. Eles desembarcaram no Condado de Kerry e abriram caminho para Colina de Tara. No caminho, as esposas dos três reis, Ériu, Banba e Fodla solicitaram que dessem seus nomes para a ilha. Afirma-se que Ériu é a forma mais antiga para o moderno Éire, e Banba e Fódla eram frequentemente usados como nomes fantasia para a Irlanda, tanto quanto Álbion é utilizado para se referir a Grã-Bretanha.
Em Tara os filhos de Míle encontraram os três reis, e estes lançaram um desafio aos invasores. Deveriam dar uma trégua de três dias, durante a qual retornariam a seus navios e navegariam até uma distância de nove ondas da costa, e findado os prazo caso conseguissem atracar novamente seriam os novos donos da Irlanda. Os Milesianos aceitaram o desafio e colocaram seus navios na distancia acordada, os Tuatha Dé então fizeram um feitiço que evocou uma grande tempestade que impediria atracarem de volta à terra. No entanto,  Amergin consegue acalmar a tempestade recitando um encantamento. Cinco dos filhos de Mil morreram afogados. Os sobreviventes, Eber Finn, Érimón e Amergin o poeta, voltaram à terra e tomaram a ilha. Amergin dividiu a ilha entre Érimón, que governou o norte, e Eber Finn, o sul.
Um ano após a batalha de Tailtiu, Éber Finn ficou insatisfeito com o seu parco pedaço de terra, travou uma batalha seu irmão em Airgetros. Nesta batalha perdida ele foi morto. Erimon tornou-se o único governante da Irlanda. O Alto Reinado alternava entre os descendentes de Éber e os descendentes de Érimón.
Dentre os filhos de Eber se incluem: Conmáel, Er, Orba, Feron e Fergna.
Geoffrey Keating data o seu reinado em 1287 a.C., os Anais dos Quatro Mestres em 1700 a.C..